# Пекка Раутакалліо
Пекка Раутакалліо (фін. Pekka Rautakallio; 25 липня 1953, м. Порі, Фінляндія) — фінський хокеїст, захисник. Головний тренер «Динамо» (Рига).
Біографія
Вихованець хокейної школи РУ-38. Виступав за «Ессят» (Порі), «Фінікс Роудраннерс», «Атланта Флеймс», «Калгарі Флеймс», ГІФК (Гельсінкі), «Рапперсвіль». 
У чемпіонатах Фінляндії — 401 матч, 159 голів. У чемпіонатах НХЛ — 235 матчів (33 голи, 121 передача), у турнірах Кубка Стенлі — 23 матчі, 2 голи. 
У складі національної збірної Фінляндії учасник чемпіонатів світу 1972, 1973, 1975, 1977, 1978, 1979 і 1983 (58 матчів, 10 голів), учасник Кубка Канади 1976 і 1981 (10 матчів, 2 голи). У складі юніорської збірної Фінляндії учасник чемпіонату Європи 1971 і 1972. 
Досягнення
- Чемпіон Фінляндії (1971, 1978, 1983), срібний призер (1979, 1986);
- Учасник матчу усіх зірок НХЛ (1982);
- Найкращий хокеїст року Фінляндії (1979).

Тренерська кар'єра
- Головний тренер «Рапперсвіль» (1993—98, НЛБ)
- Головний тренер «Еспоо Блюз» (1998, СМ-ліга)
- Головний тренер СК «Берн» (1999—01, НЛА)
- Головний тренер ЦСК (2001—03, НЛА)
- Головний тренер «Еспоо Блюз» (2004—05, СМ-ліга); по ходу сезону його на посаді змінив Ханну Вірта.
- Головний тренер ХК «Амбрі-Піотта» (2005—07, НЛА)
- Головний тренер «Ессят» (Порі) (2009—11, СМ-ліга)
- Головний тренер «Динамо» (Рига) (2011—13, КХЛ)
- Головний тренер «Ессят» (Порі) (з 2014, Лійга)